# Zhang Enli
Zhang Enli (chinesisch 张恩利, Pinyin Zhāng Ēnlì, * 1965 Provinz Jilin, Volksrepublik China) ist ein chinesischer Künstler. Er lebt und arbeitet in Shanghai.
Seine Arbeiten beschreiben das Familiäre und Übersehene, Alltagsobjekte aus der unmittelbaren Umgebung des Künstlers. Er schafft Werke, welche zu universellen Deutungen einladen. Oft arbeitet er in Serien, so bei seinen Gemälden, welche sich mit der Idee des Containers beschäftigen – Kartonschachteln, Aschenbecher und Blechdosen. Andere Arbeiten beschreiben öffentliche Strukturen wie öffentliche Toiletten und Brunnen, welche zahlreich in den Straßen von Shanghai zu finden sind.
Erstmals wurden Zhangs Werke 1990 bei einer Ausstellung für Nachwuchskünstler im Kunstmuseum Shanghai gezeigt. Später wurden Zhang Enlis Arbeiten in wichtigen Gruppenausstellungen gezeigt, u. a. in Infinite Painting and Global Realism in der Villa Manin Centro d’Arte Contemporanea in Udine (2006), in ‘Dreaming of the Dragon’s Nation. Contemporary Art from China’ im Irish Museum of Modern Art, Dublin (2005) und ‘Human, Too Human’ bei BizArt, Shanghai (2004).